# Канавезе
Канавезе (итал. Canavese, фр. Canaveis, пьем. Canavèis, лат. Canapisium / Canavisium) — субальпийская географическая и историческая область в Северо-Западной Италии, которая в настоящее время является частью провинций Бьелла, Верчелли и Турин итальянского региона Пьемонт. Главный город Канавезе — Ивреа. Область славится своими замками.
Чёткого определения границ Канавезе нет, но принято считать, что площадь области 2047,61 квадратного километра, на которых располагается 133 муниципальных образований (из которых 130 принадлежат провинции Турин, два провинции Биелла и один провинции Верчелли), в которых в общей сложности проживает 335 367 жителей..

## Название

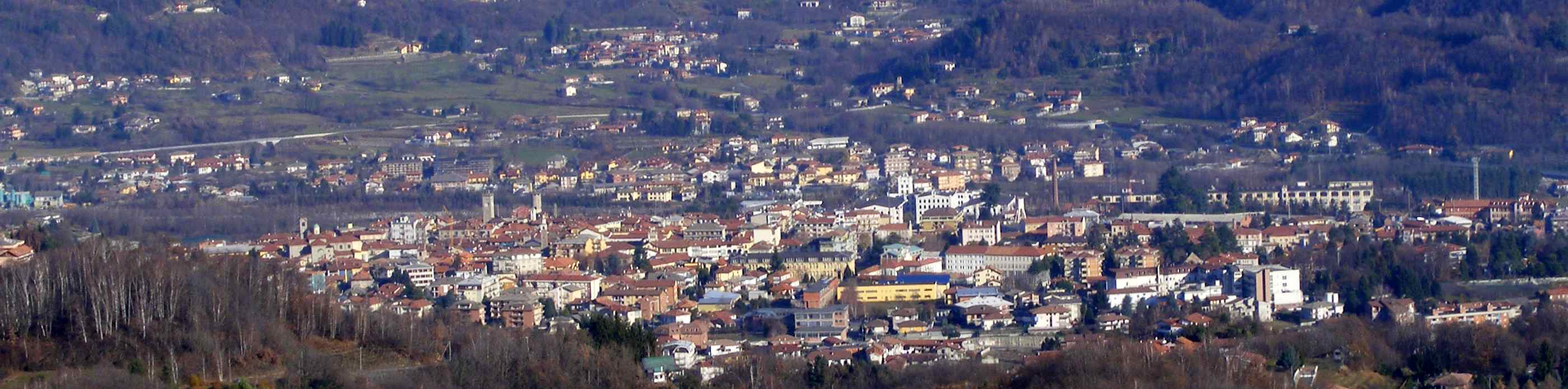
Панорама Куорнье из Бельмонте

Хотя исторически главным центром Канавезе является город Ивреа, основанный в I веке до н. э. римлянами на месте кельто-лигурской деревни, тем не менее, название области происходит от названия древнего города Канава (лат. Canava, ныне Куорнье), расположенного на берегу реки Орко. Некоторые исследователи предполагают, что название могло быть связано с выращиванием конопли (итал. canapa) в этой области. Жители региона называются канавезани (итал. canavesani).

## География

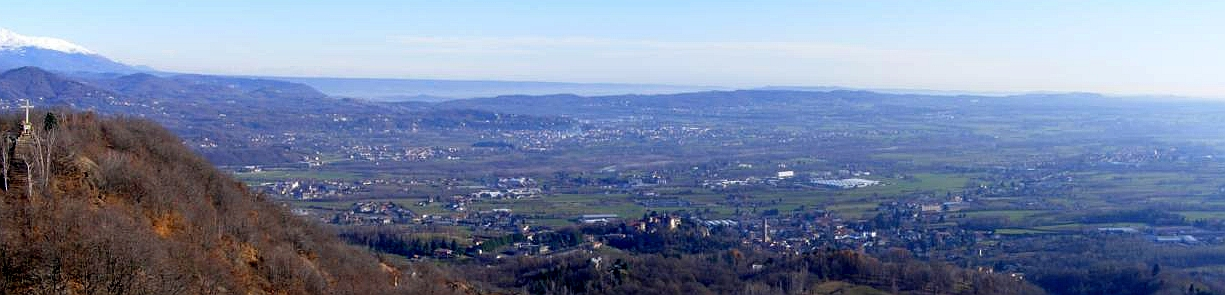
Панорама долины Ивреа из Бельмонте

Географическая область Канавезе не имеет однозначного определения. Она расположена между Грайскими Альпами на севере, реками По и Стура-ди-Ланцо на юге и западе, гранича с Валле-д’Аоста на севере, Турином и другими районами провинций Бьелла и Верчелли на востоке. Помимо долины Ивреа в пределах Канавезе также располагаются долина реки Орко и область вокруг Корио.
Основными городами области, помимо Ивреи, являются Калузо, Кивассо, Чирие, Куорнье и Ривароло-Канавезе.
Канавезе, как правило, делится на Альто-Канавезе (область вокруг Куорнье, Ривароло-Канавезе, Кастелламонте и долин Орко, Соана и Малоне), Эпоредиезе (окрестности Ивреи) и Бассо-Канавезе (Сан-Джусто-Канавезе, окрестности Калузо и Мацце до Кивассо и Торинезе).

### Парки и природные заповедники
- Национальный парк Гран-Парадизо

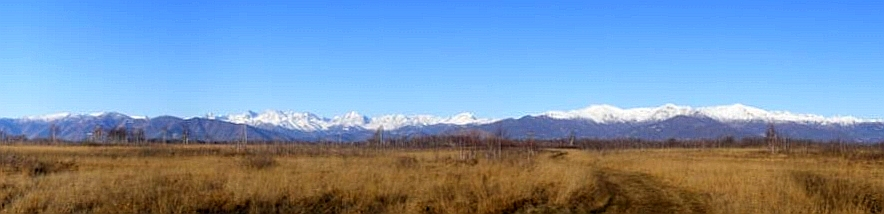
Природный заповедник Вауда

- Природный заповедник Сакро Монте ди Бельмонте (итал. Riserva naturale del Sacro Monte di Belmonte)
- Природный заповедник Монти-Пелати (итал. Riserva naturale dei Monti Pelati)
- Природный заповедник Вауда (итал. Riserva naturale della Vauda)
- Природный парк По Торинезе (итал. Parco del Po Torinese)
- Природный парк озера Кандиа (итал. Parco naturale del Lago di Candia)

## История
В районе Канавезе обнаружены многочисленные археологические находки, связанные с неолитическим периодом, а также с бронзовым веком. Среди находок последнего периода особенно хорошо сохранились те, которые найдены вблизи озер существующих до сих пор, или со временем превратившихся в болота. Большое значение имеют, например, исследования, проведённые в свайных посёлках в Вивероне и на озере Бертиньяно, где, помимо прочего, были обнаружены древние лодки.
В доримские времена Канавезе был заселён салассами, кельто-лигурским племенем. Во II веке до н. э. начинается экспансия римлян, приведшая к столкновению 143 года до н. э., когда салассы оказали сопротивление войскам консула Аппия Клавдия Пульхра. В дальнейшем крупных сражений зафиксировано историками не было, но римская экспансия продолжалась. Так, в 100 году до н. э. Сенат Рима основал на месте одной из салассийских деревень колонию Августа Эпоредия (лат. Augusta Eporedia, ныне Ивреа, жителей которого до сих пор называют себя эпоредиези) для защиты торговых путей через северную часть Италии в Альпы. После ряда стычек и военных экспедиций с неопределённым исходом присоединение Канавезе завершилось в 25 году до нашей эры, когда император Октавиан Август послал будущего консула Авла Теренция Варрона во главе большой армии. В конце концов, салассы были побеждены и, вероятно, уничтожены или порабощены.
Во время римского владычества Иврея (тогда Августа Эпоредия) была важным транзитно-торговым центром, через неё и Аосту проходили пути к Малому и Большому Сен-Бернарам, перевалам в Альпах, которые соединяли Италию с центральной Европой. Ценные свидетельства, относящиеся к этому периоду истории были, в частности, обнаружены под церковью в Сан-Бениньо-Канавезе, где учёные нашли римскую мозаику, принадлежавшую древнему дому имперского периода.
Когда Римская империя пала, Канавезе оказался под властью Византии, затем был захвачен лангобардами и в VI—VII веках входил в Лангобардское королевство, после чего был присоединён франками к своему государству.
В 888 году герцог Сполето Гвидо Сполетский (с 889 по 894 год король Италии) учредил на границе современных Италии и Франции Иврейскую марку для своего сподвижника Анскара, поддержавшего его во время неудачной попытки завладеть французским троном. Потомки Анскара управляли маркой весь X век, некоторые из них становились королями Италии. Наибольшее значение Канавезе приобрело в начале XI века, когда последний представитель Анскаридов, маркграф Иврейский Ардуин стал королём Италии. После его смерти в 1015 году титул маркграфа Иврейского оказался вакантным и император Конрад II не стал назначать нового маркграфа. Регион разделила между собой местная знать, положив начало целому ряду династий, так называемых «сельских графов» (итал. Conti Rurali), претендовавших на родство с Ардуином и пользовавшихся абсолютным и непререкаемым авторитетом, позже выродившимся в феодализм. К самым большим и влиятельным семействам Канавезе того времени относились Сан-Мартино, Вальперга, де Кандия, Кастелламонте, а позже семья Бьяндрате из Новары.
В XIV веке регион был ареной одного из крупнейших крестьянских движений средневековой Италии, известного как «Тукины», в ходе которого крестьяне восстали против чрезмерной власти феодалов. В том же XIV веке Савойский дом начал свою политическую экспансию в Канавезе, соперничая за контроль над областью с Иврейскими епископами и маркграфами Монферрат. В 1356 году граф Савойи Амадей VI приобрёл Иврею. Со временем не только коммуна Ивреа, но и графы Канавезе стали савойскими подданными. Савойское государство в период переход от Средневековья к эпохе Возрождения смогло обеспечить Канавезе политическую стабильность, которое привело к экономическому росту и развитию региона. Так, именно в этот период по инициативе савойских герцогов был построен Иврейский канал, чтобы соединить реки Дора-Бальтеа и Сезия, тем самым связав Ивреа и Верчелли.
В конце XVIII века революционная Франция начала Итальянскую кампанию против своих врагов, австрийцев и сардинцев, в ходе которой Канавезе было оккупировано французами. Попытка ввести новые законы и обычаи якобинской революции вызвали восстание населения, уже и так раздираемого многочисленными и бесконечными конфликтами. В начале XIX века ситуация в Канавезе стала особенно трудной, так как Наполеон после победы при Маренго вынудил австрийскую армию покинуть Италию и захватил Турин, вызвав новое восстание в Канавезе. В результате область вошла сначала в состав провозглашённой Наполеоном Итальянской республики, а затем стала частью наполеоновского Королевство Италия. Только поражение Наполеона в 1814 году вернуло Канавезе под власть Савойского дома, сделав его вновь частью Сардинского королевства. После того как сардинский король Виктор Эммануил II в 1861 году стал королём объединённой Италии, Канавезе вошёл в состав Италии.
В XIX веке в Канавезе начинают развиваться сельское хозяйство, ремёсла и промышленность, оставляя неизгладимые следы в ландшафте региона. Промышленное развитие продолжилось и в XX веке. Среди главных проблем региона, особенно со времён Второй мировой войны, рост строительства, особенно в низменных районах, и развитие инфраструктуры, в частности проведение до Ивреи дороги от автострады A5 (Турин—Валле-д’Аоста). Часть инфраструктуры Канавезе, а также деревень и городов области, были сильно повреждены в результате наводнения в октябре 2000 года.

## Главные достопримечательности

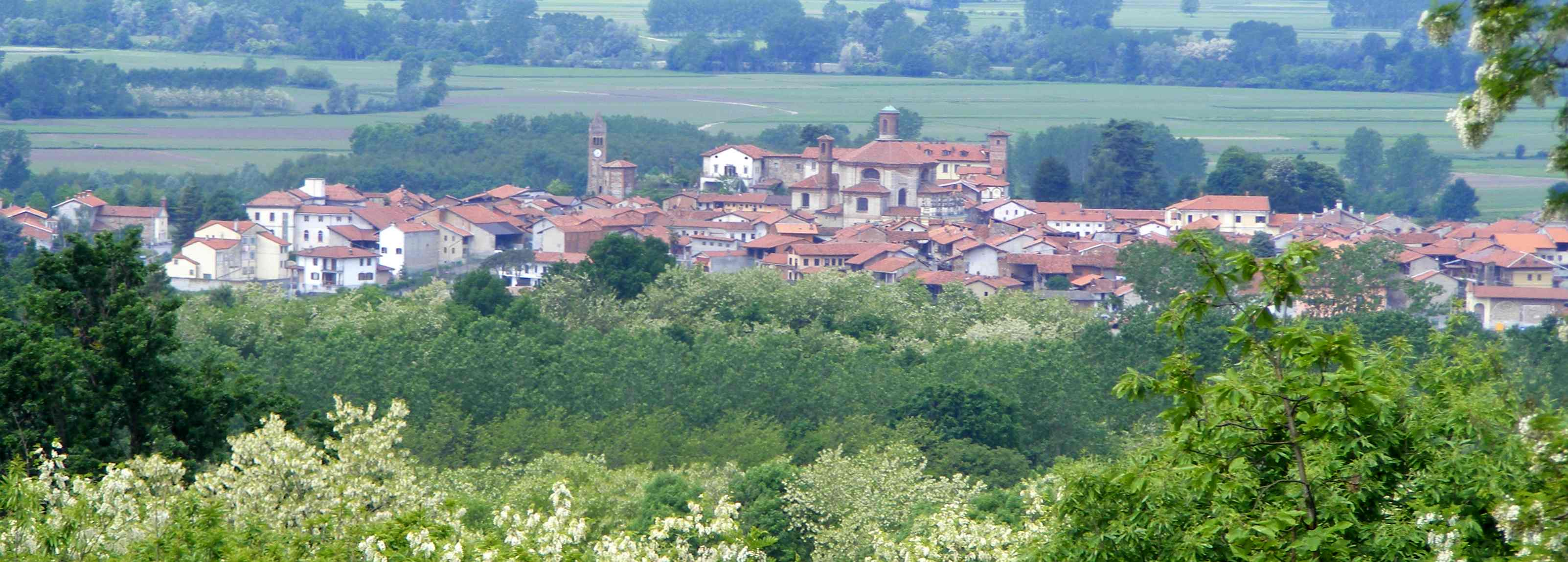
Коммуна Боргомазино

- Католический ансамбль Сакри-Монти ди Бельмонте (итал. Sacro Monte di Belmonte; Вальперга, включён в список Всемирного наследия ЮНЕСКО)
- Дворец короля Ардуина в Куорнье
- Собор и церковь Сан-Бернардино в Ивреи
- Аббатство Фруттуария (итал. Abbazia di Fruttuaria; Сан-Бениньо-Канавезе)
- Кафедральный собора Ивреи
- Палаццо Весковиле (Ивреа)
- Церковь Сан-Лоренцо VIII века (Сеттимо Виттоне)
- Королевский дворец Венария Реале (итал. Reggia di Venaria Reale), одна из резиденций Савойской династии в Пьемонте
- собор Санта-Мария-Ассунта, построенный на развалинах римского храма, посвящённого Аполлону
- Дом Веры (итал. Casa della Credenza; Ивреа)
- Археологический музей Канавезе в Куорнье
- Музей современной архитектуры под открытым небом в Ивреа (итал. Museo a Cielo Aperto dell'Architettura Moderna)[4]

### Замки
Канавезе также известен многочисленными средневековыми замками. Среди них Кастелло-ди-Ивреа, построенный Амедео VI Савойским в 1358 году, и который считается символом города Ивреа и всей области Канавезе, а также Кастелло-ди-Мазино (Каравино), который в течение десяти веков служил резиденцией для графов Вальперга, Кастелло Дукале (Борго Алье), Кастелло-ди-Ривара (бывшая резиденция инквизиторов), а также замки в Парелла, Мацце, Алье и других городах.

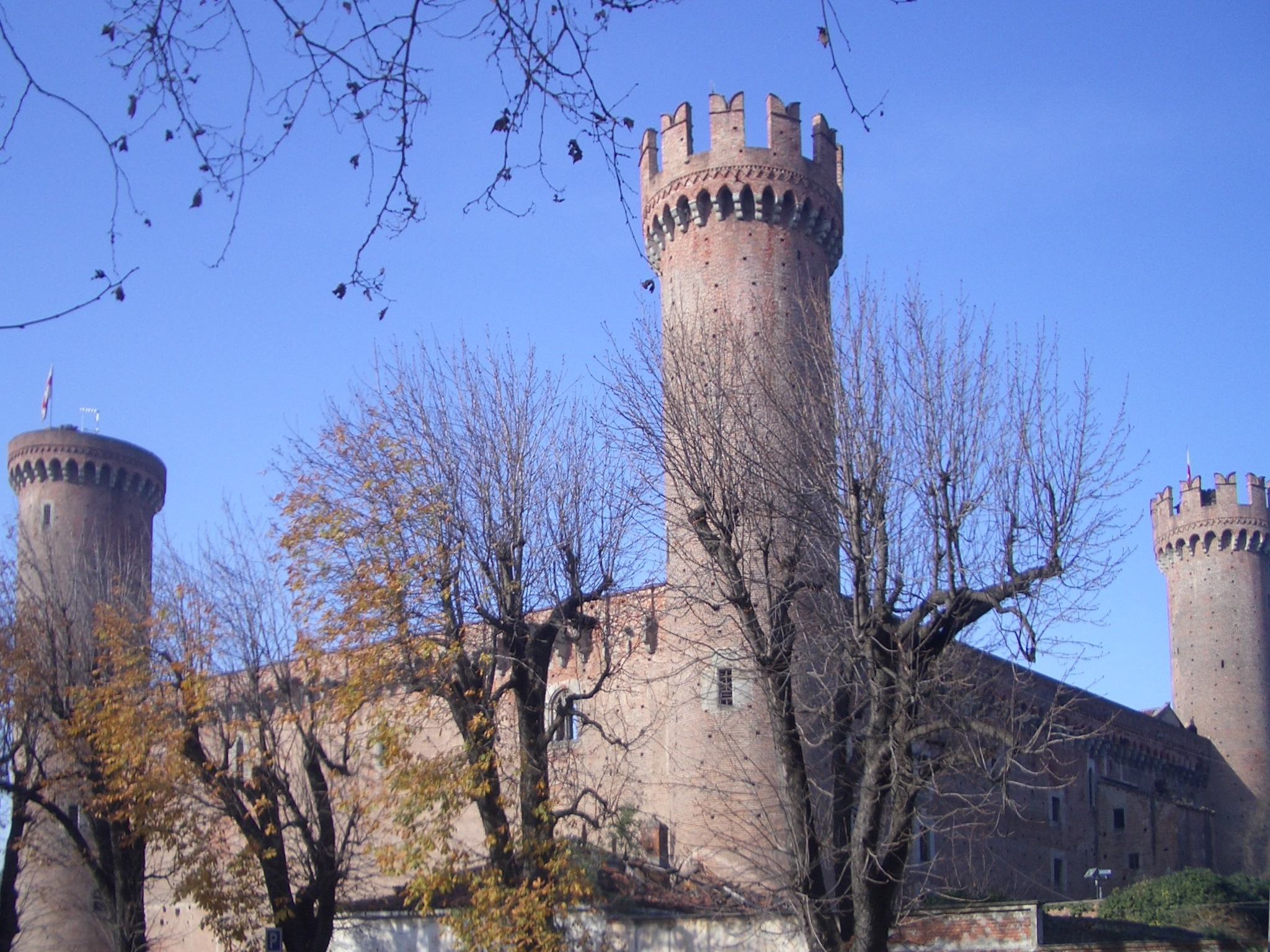
Замок в Ивреа
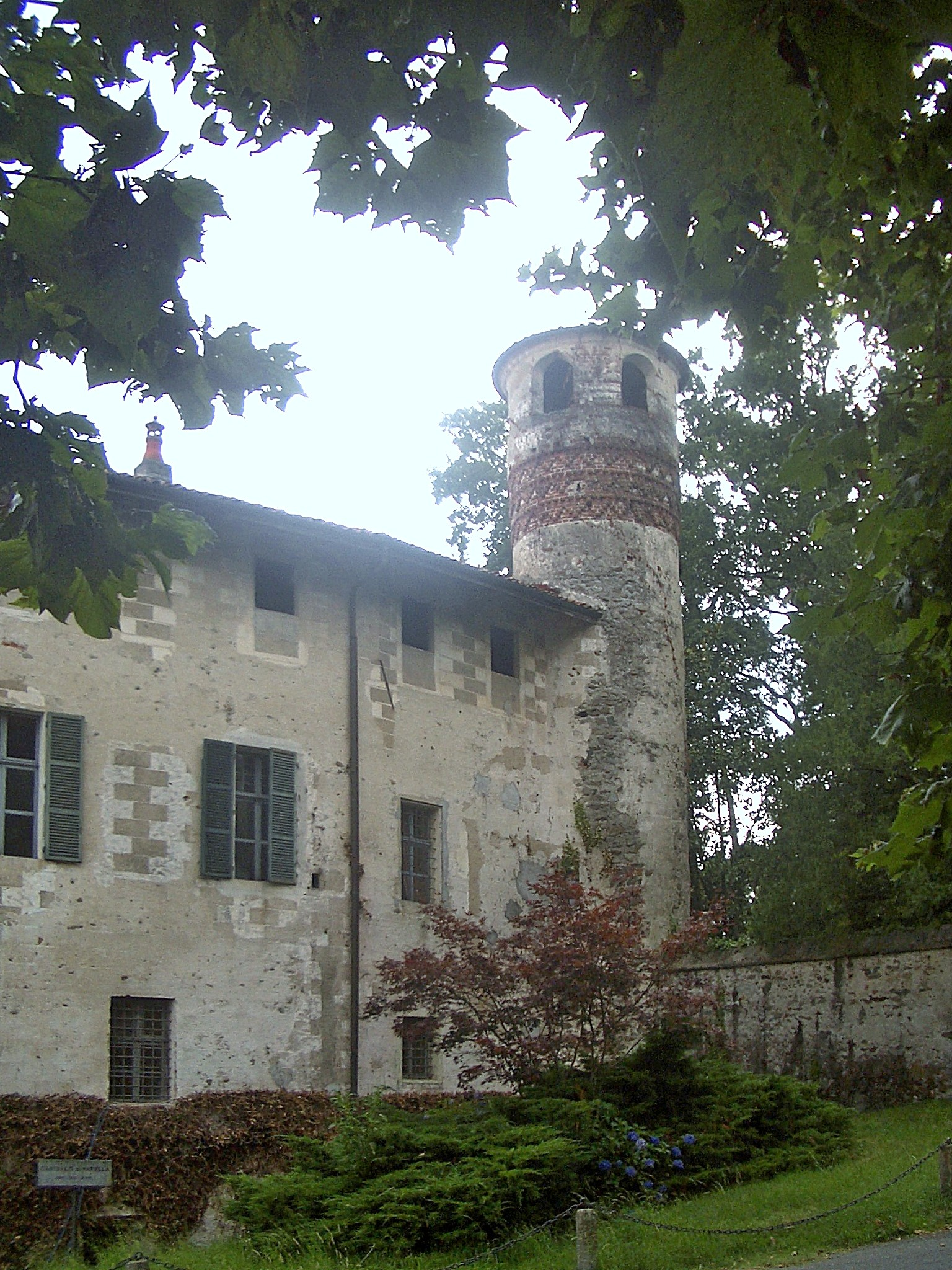
Замок в Парелла
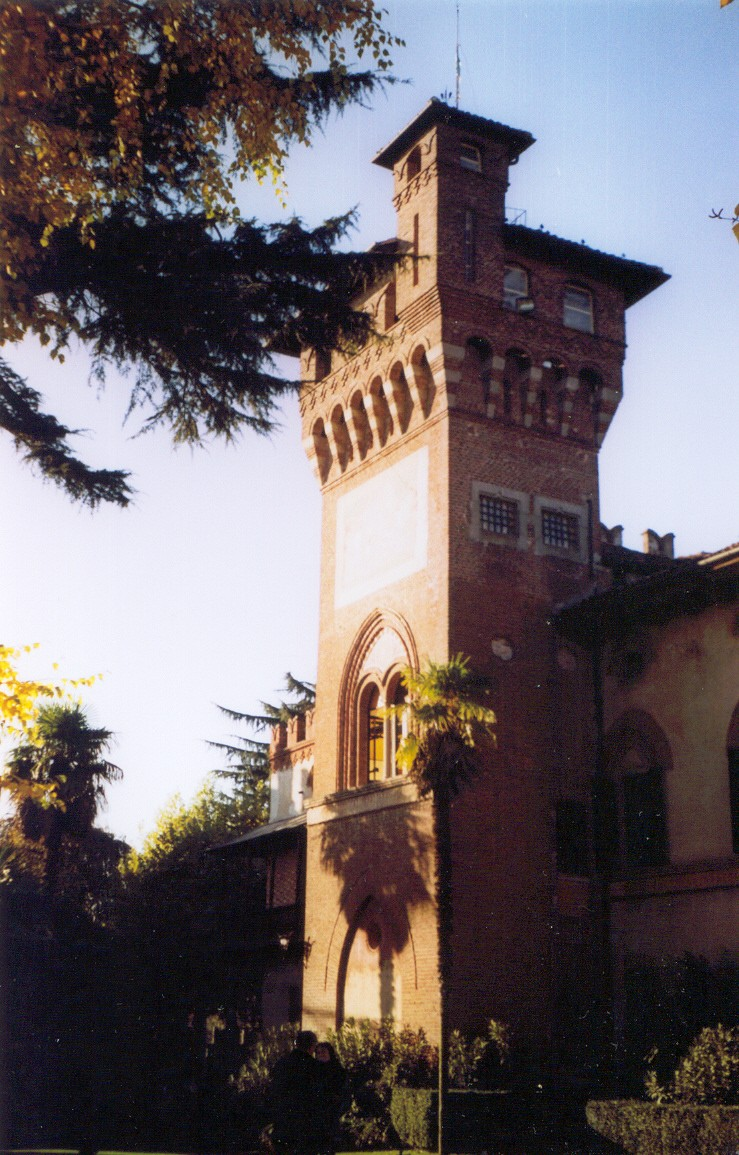
Замок в Мацце
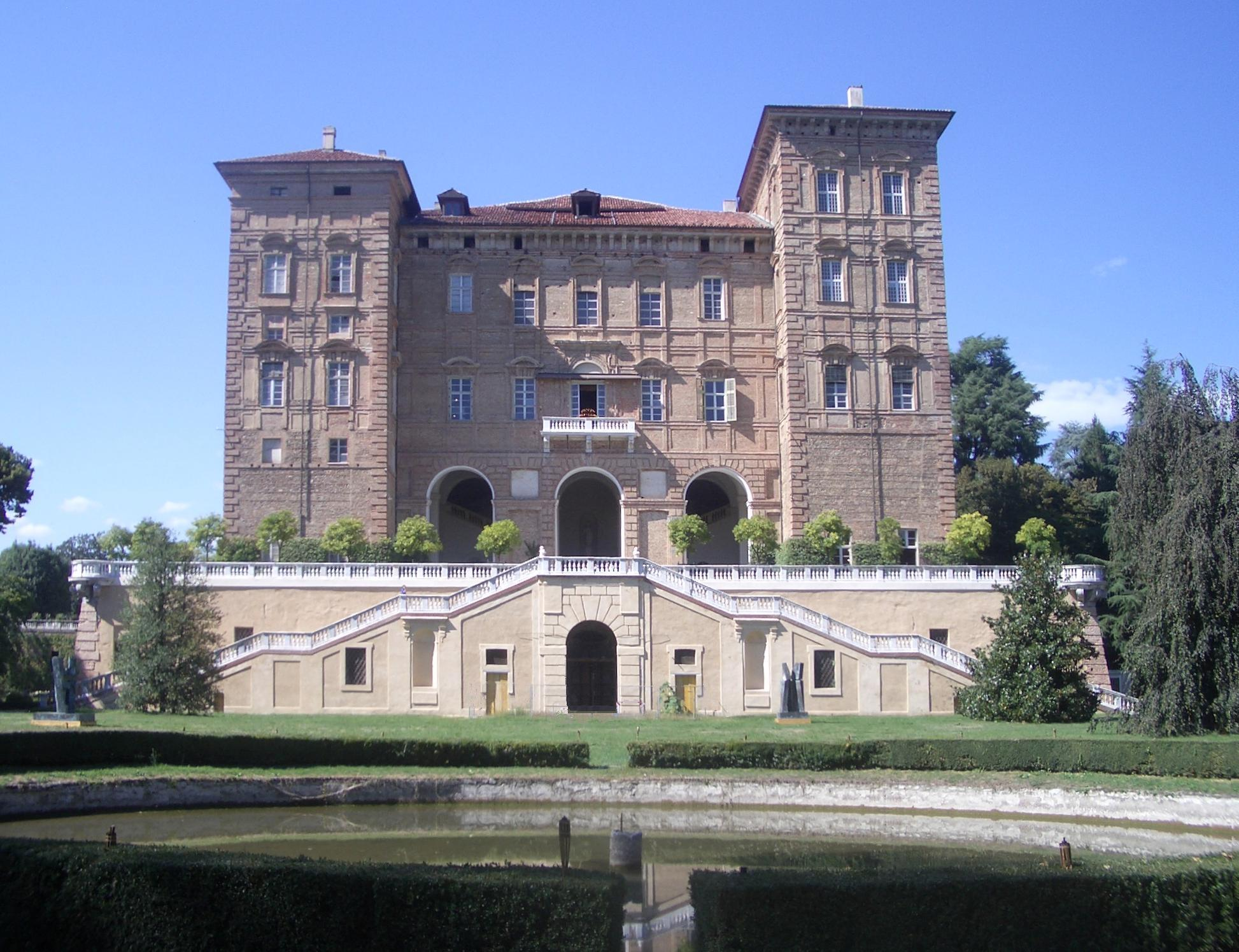
Замок в Алье
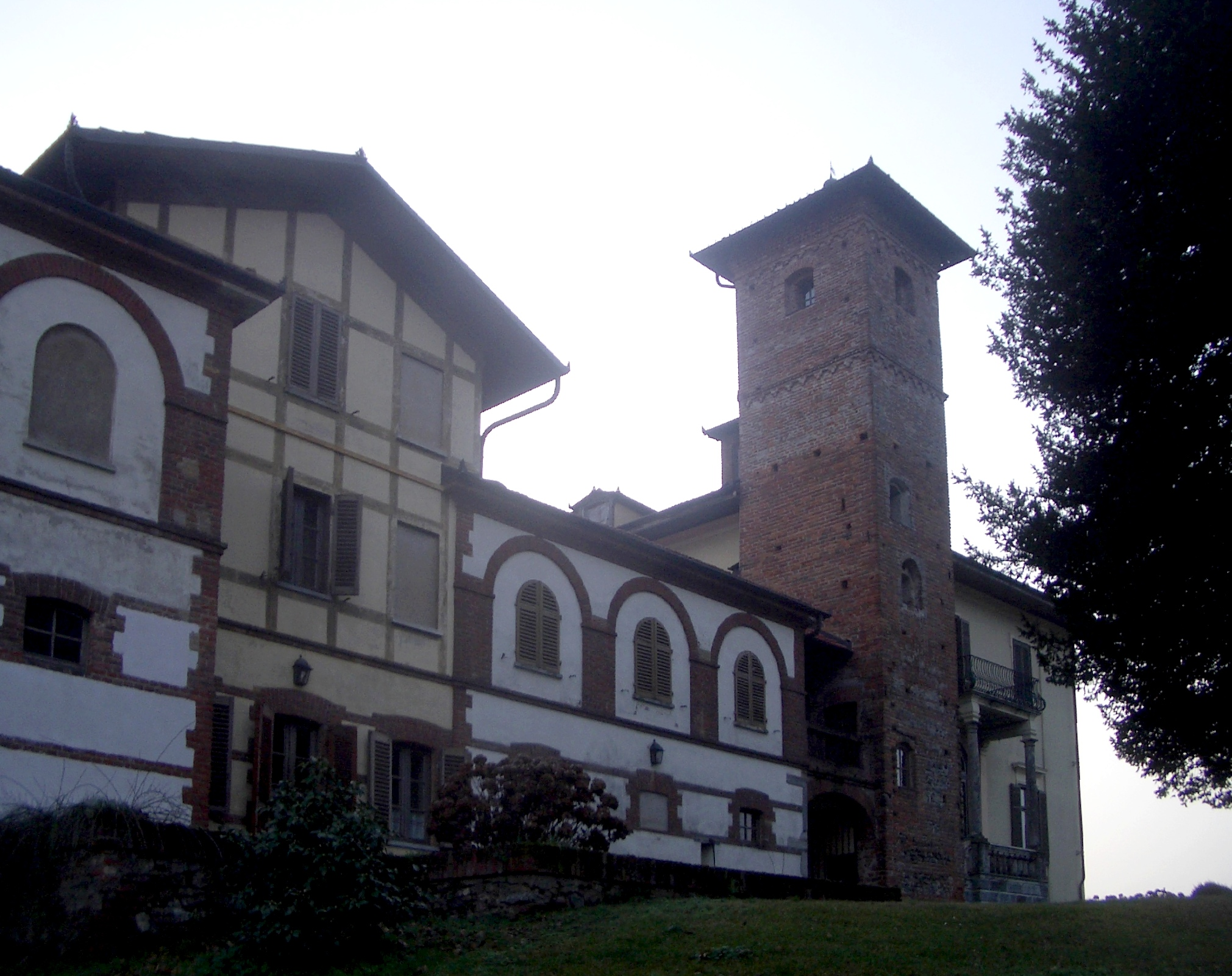
Замок в Боргомазино
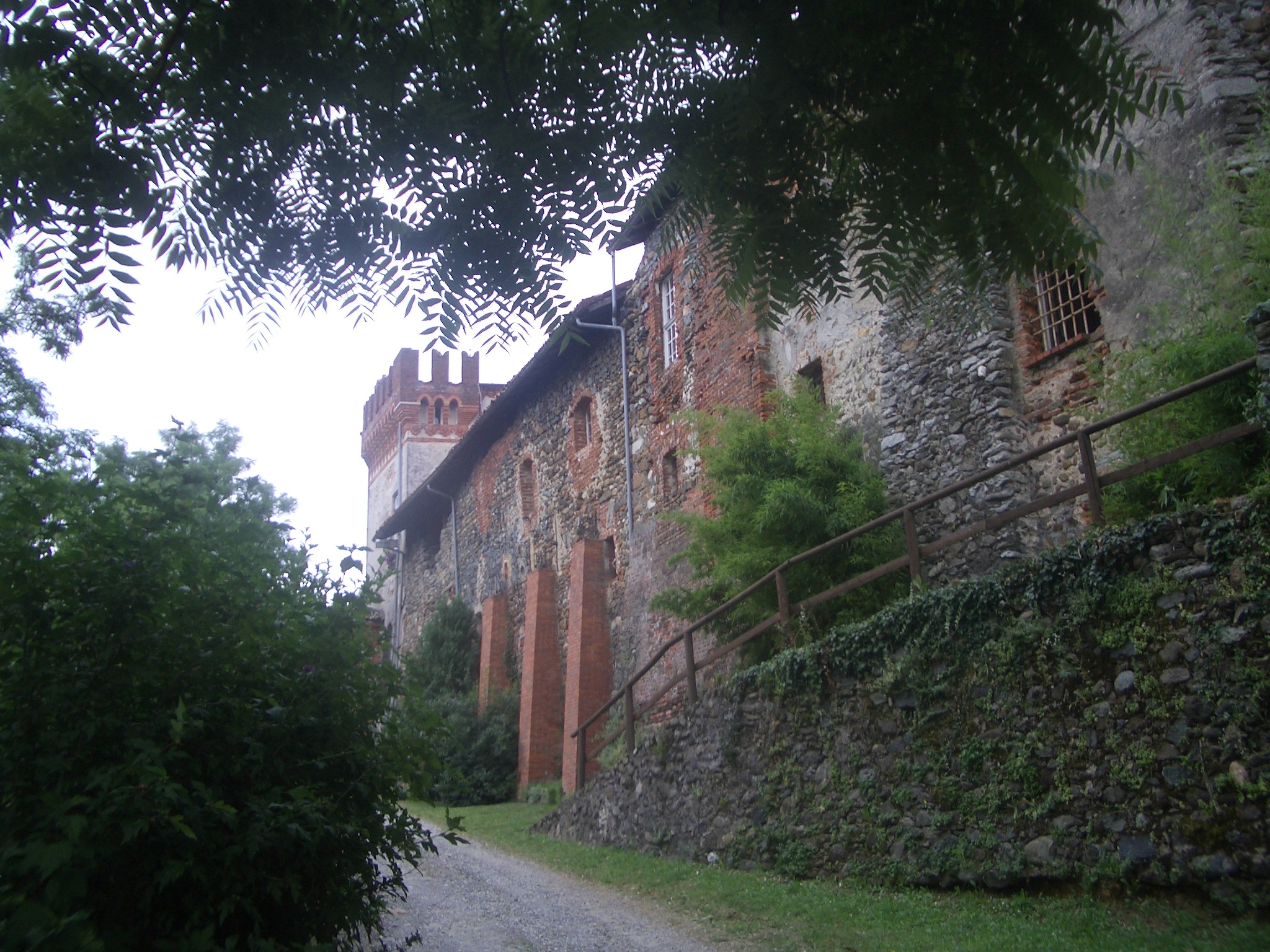
Замок в Кастелламонте

## События[5]
- Иврейский карнавал, сопровождаемый апельсиновой баталией
- Майский турнир короля Ардуина в Куорнье с конным турниром и гонками на бочках
- Исторические карнавалы в Кастелламонте и Кивассо
- Традиционная выставка керамики в Кастелламонте по сентябрям
- Праздник вина в Калузо
- Средневековый праздник в Павоне-Канавезе
- Ярмарка Канавезе в Ривароло-Канавезе
- Фестиваль Alpette Rock

## Известные личности
- Ардуин Итальянский (955—1015) — король Италии (1002—1014) и маркграф Ивреи (990—1014).
- Массимо д’Адзельо (1798—1866) — художник, писатель и государственный деятель, участник борьбы за объединение Италии.
- Бернардино Дроветти (1776—1852) — авантюрист, наполеоновский консул в Александрии (1803—1814), собиратель египетских древностей.
- Эльза Мария Форнеро (род. в 1948) — итальянский экономист и государственный деятель.
- Джузеппе Джакоза (1847—1906) — поэт, драматург и либреттист.
- Гуидо Густаво Годзано (1883—1916) — поэт.
- Костантино Нигра граф ди Вилла-Кастельнуово (1828—1907) — поэт, филолог, политик и дипломат.
- Камилло Оливетти (1868–1943) — инженер и предприниматель, основатель компании Olivetti.
- Адриано Оливетти (1901—1960) — инженер, предприниматель и политический деятель, сын Камилло Оливетти.
- Луиджи Пальма ди Чеснола (1832—1904) — американский военный и археолог итальянского происхождения, известный своими исследованиями на острове Кипр.
- Лучана Литтиццетто (род. в 1964) — писательница, актриса, телеведущая.

## Экономика
Экономика Канавезе базируется в основном на туризме и промышленности, в первую очередь металлургической. Также развиты машиностроение, текстильная и химическая отрасли.. В Ивреа располагается штаб-квартира Olivetti, крупнейшей в Италии компании в сфере информационных технологий. Активная сельскохозяйственная деятельность, в первую очередь выращивание зерновых и виноградарство, влияет на разведение и состояние лесов в альпийских долинах. В Канавезе производится белое вино Erbaluce di Caluso, в октябре 2010 года включённое в список вин категории DOCG.
Всего в Канавезе насчитывается около 12000 ремесленных и промышленных предприятий.

## Канавезе в литературе
В поэме Гвидо Годзано La signora Felicita действие происходит в Канавезе.

## Любопытные факты
Названия части населённых пунктов в Канавезе заканчиваются на суффикс «-è», например Agliè, Mazzè, Vialfrè, Vestignè, Лоранце, Cuorgnè, Lusigliè, Cirié. Подобные явления часто наблюдаются в районах с сильной исторической и культурной идентичностью, например, как в Инсубрии, где названия многих мест заканчиваются на «-ate», в частности, Canegrate, Segrate, Tradate, Carnate.